# 克拉洛維采

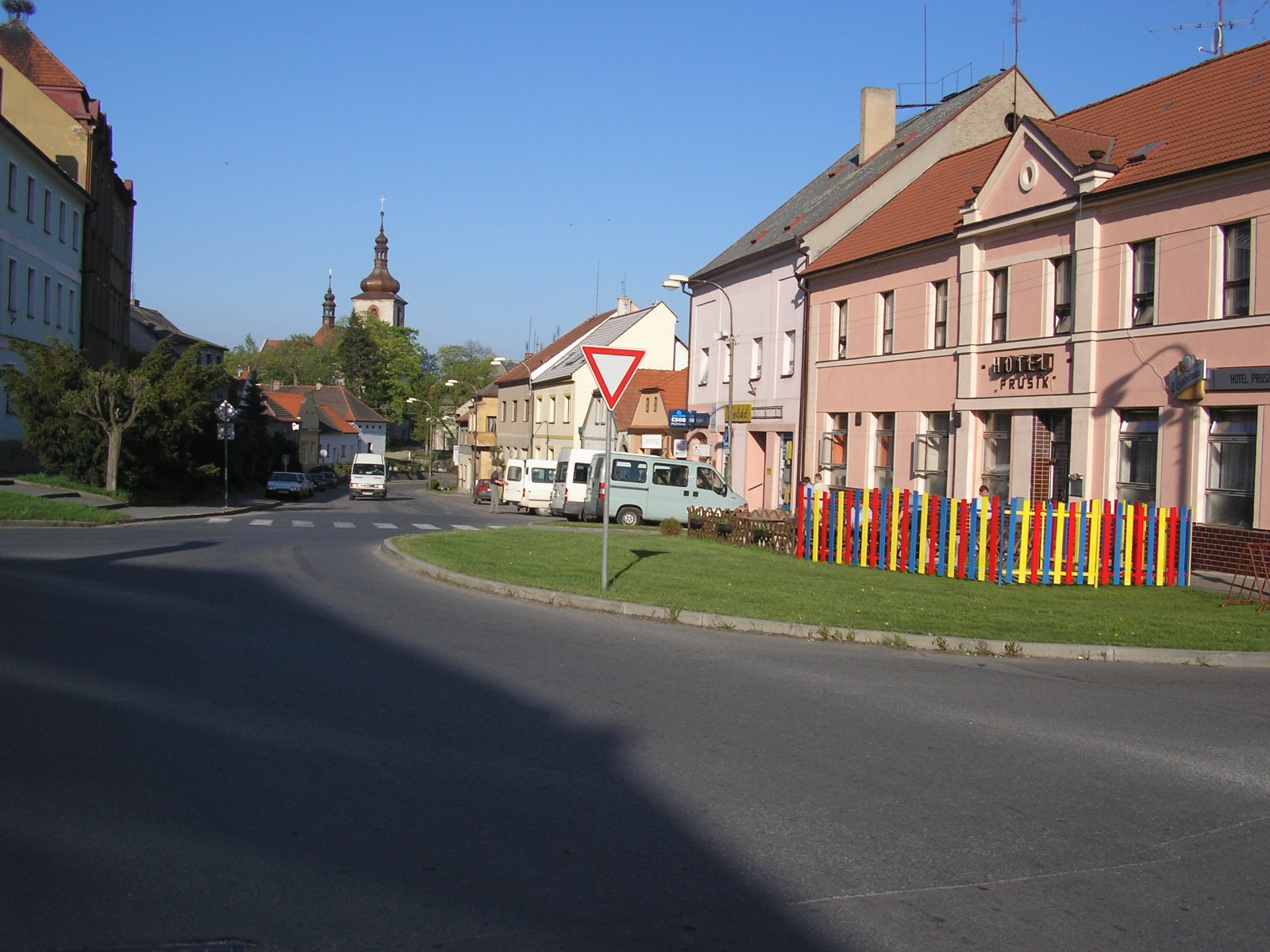

克拉洛維采是捷克的城鎮，位於該國西部，距離首府皮爾森35公里，由比爾森州負責管轄，面積15.06平方公里，海拔高度440米，2012年人口為3,485。

## 外部連結
- Official website （页面存档备份，存于） （捷克文）